# Antanamalaza
Antanamalaza – gmina na Madagaskarze, w regionie Vakinankaratra, w dystrykcie Ambatolampy. W 2001 roku zamieszkana była przez 12 217 osób. Siedzibę administracyjną stanowi miejscowość Antanamalaza.